# RandstadRapid
RandstadRapid was een initiatief uit 2005 van een groep bedrijven die in de Nederlands Randstad een magneetzweeftrein wilden aanleggen. Deze magneetzweeftrein zou je binnen 75 minuten van de ene naar de andere grote stad moeten brengen. Het transrapid-consortium bestond uit onder andere de volgende bedrijven: 
- Siemens AG
- ABN AMRO
- Koninklijke BAM Groep
- Ballast Nedam

In 2006 werden er plannen gepresenteerd, waarbij gemeld werd, dat de treinen met 350 km/h zich zou voort kunnen bewegen. Het gaat om een rondje Randstad, waarbij onder andere de volgende steden met elkaar worden verbonden: 
- Amsterdam
- Schiphol
- Leiden
- Den Haag
- Rotterdam
- Utrecht
- Amersfoort
- Almere

De totale kosten werden geschat op ongeveer € 25 miljoen per kilometer, ofwel ongeveer € 5 miljard in totaal. Dit is nog exclusief de kosten van stations en parkeergelegenheid. 